# Кутур (озеро)
Кутур (каз. Қотыр) — озеро в Узункольском районе Костанайской области Казахстана. Находится в 8 км к северо-востоку от села Узунколь.
По данным топографической съёмки 1944 года, площадь поверхности озера составляет 1,39 км². Наибольшая длина озера — 1,8 км, наибольшая ширина — 1,1 км. Длина береговой линии составляет 5 км, развитие береговой линии — 1,18. Озеро расположено на высоте 165,7 м над уровнем моря.